# 무고의 옥
무고의 옥(巫蠱-獄) 또는 신사옥사, 신사환국은 1701년(숙종 27) 희빈 장씨가 취선당에서 인현왕후를 저주했다고 알려진 사건이다. 또한 이 무렵 남인들이 서인들을 몰락시키기 위해 희빈 장씨의 친정아버지 장형의 묘역을 일부러 파헤치고 비석을 훼손하여 물의를 빚게 되었다. 이 사건으로 숙종은 희빈 장씨의 자결을 명하고, 장희재 등은 처형되었으며 남인의 당원인 이현일, 이서우 등은 파직되고, 이미 죽은 허목, 윤휴, 윤선도 등의 관작은 추탈당했다. 일명 신사대출척이라고도 부른다.

## 같이 보기
- 희빈 장씨
- 갑술환국
- 기사환국
- 경신환국
- 남인
- 서인